# Benoît Dauga
Benoît Dauga (Montgaillard, Landas, 8 de mayo de 1942 - 3 de noviembre de 2022) fue un jugador francés de rugby que jugaba en la posición de lock.

## Carrera

### Club
Jugó con el SA Saint Sever (1962-1964), pero la mayor parte de su carrera la jugó con el Stade Montois (1964-1975).

### Selección nacional
Jugó para Francia (1964-1972) con la que jugó 63 partidos y anotó 34 puntos, de los cuales fue capitán de la selección en nueve ocasiones y ayudó a ganar el Torneo de las Seis Naciones en tres ocasiones de seis participaciones que tuvo en el torneo.

## Tras el retiro
El 12 de enero de 1975 sufrió un accidente durante un partido ante el Stade Dijonnaise que le provocó un traumatismo en la médula cervical que lo dejó en un estado de tetraplejía, de la cual se recuperó luego de completar su terapia de rehabilitación.
Luego del accidente se integró a la sociedad Ricard como encargado de las relaciones públicas y comunicación hasta el 2002, y posteriormente sería presidente del Stade Montois de 2003 a 2006. En 2012 sería nombrado Caballero de la Legión de Honor.

## Logros
- Torneo de las Seis Naciones: 3

1967, 1968, 1970